# El baile de la Victoria
Pour plus de détails, voir Fiche technique et Distribution.
El baile de la Victoria est une comédie romantique espagnole réalisée par Fernando Trueba et sortie en 2009.
Le film est adapté du roman du même nom de l'auteur chilien Antonio Skármeta, lauréat du Prix Planeta en 2003. Interprété par Ricardo Darín, Abel Ayala et Miranda Bodenhöfer, il raconte le retour à la liberté de deux prisonniers libérés au moment du renouveau de la démocratie au Chili. Le film a été sélectionné comme entrée espagnole pour l'Oscar du meilleur film en langue étrangère à la 82e cérémonie des Oscars.

## Synopsis
À la fin des années 1980, tandis que la démocratie retrouve progressivement ses droits au Chili, Vergara Grey et Angel Santiago sont libérés de prison à la faveur d'une grâce présidentielle. Alors que Vergara, auquel aucun coffre-fort n'a jamais résisté, souhaite tourner la page et retrouver une famille qui se passe très bien de lui, le jeune et inexpérimenté Angel ne pense qu'à la vengeance. Pour cela il a un plan fantastique mais qui nécessite la participation de Vergara. C'est alors qu'il rencontre et tombe amoureux de Victoria, jeune et pauvre lycéenne qui rêve de devenir danseuse. Leur vie à tous trois va changer radicalement.

## Fiche technique
- Titre : El baile de la Victoria
- Réalisation : Fernando Trueba
- Scénario : Antonio Skármeta, Fernando et Jonas Trueba d'après le roman de Skarmeta
- Décors : Colomba Rodrigo
- Costumes : Lala Huete
- Photographie : Julián Ledesma
- Son : Pierre Gamet et Pelayo Gutiérrez
- Montage : Carmen Frías
- Production : Jessica Berman
- Société(s) de production : Fernando Trueba Producciones Cinematográficas
- Langue originale : espagnol
- Pays d'origine : Espagne
- Format : couleurs - 35 mm
- Genre : comédie romantique
- Durée : 127 minutes
- Dates de sortie : 
  - Espagne :
    - 18 septembre 2009 (Festival de San Sebastian)
    - 27 novembre 2009 (sortie nationale)

  - France : 3 octobre 2010 (Cinespaña de Toulouse)
  - Chili : 30 décembre 2010

## Distribution
- Ricardo Darín : Nicolás Vergara Grey
- Abel Ayala : Ángel Santiago
- Miranda Bodenhofer : Victoria Ponce
- Ariadna Gil : Teresa Capriatti
- Julio Jung : Alcaide Santoro
- Mario Guerra : Wilson
- Marcia Haydée : la professeure de danse
- Luis Dubó : Rigoberto Marín
- Luis Gnecco : Monasterio
- Mariana Loyola : Lili
- Gloria Münchmeyer : la directrice du théâtre
- Gregory Cohen : Sergio Mendoza
- Catalina Guerra : Viuda
- Catalina Saavedra : mère d'Ángel
- Sergio Hernández : Don Charly